# Owen Reece
Owen Reece (* 18. August 1960 in Kingston, Jamaika) ist ein ehemaliger jamaikanischer Boxer. Er war von 1988 bis 1992 Profiboxer im Universum Boxstall. Ab 2004 arbeitete Reece als Trainer bei demselben Boxstall.

## Karriere
Owen Reece begann seine Profikarriere mit einem Kampf gegen Mehmet Zolic am 4. September 1988, den er durch einen K. o. in Runde 3 gewann. Auch die folgenden 12 Kämpfe gewann Reece, davon 9 durch K. o., so dass er am 27. Mai 1992 in Köln gegen Niyazi Aytekin um den Internationalen Deutschen Mittelgewichtstitel kämpfte.
Reece verlor den Kampf durch Punktentscheid nach 10 Runden und beendete seine Karriere in der Folgezeit aufgrund einer schweren Augenverletzung.